# Route nationale 231 (Argentine)
Pour les articles homonymes, voir Route 231.

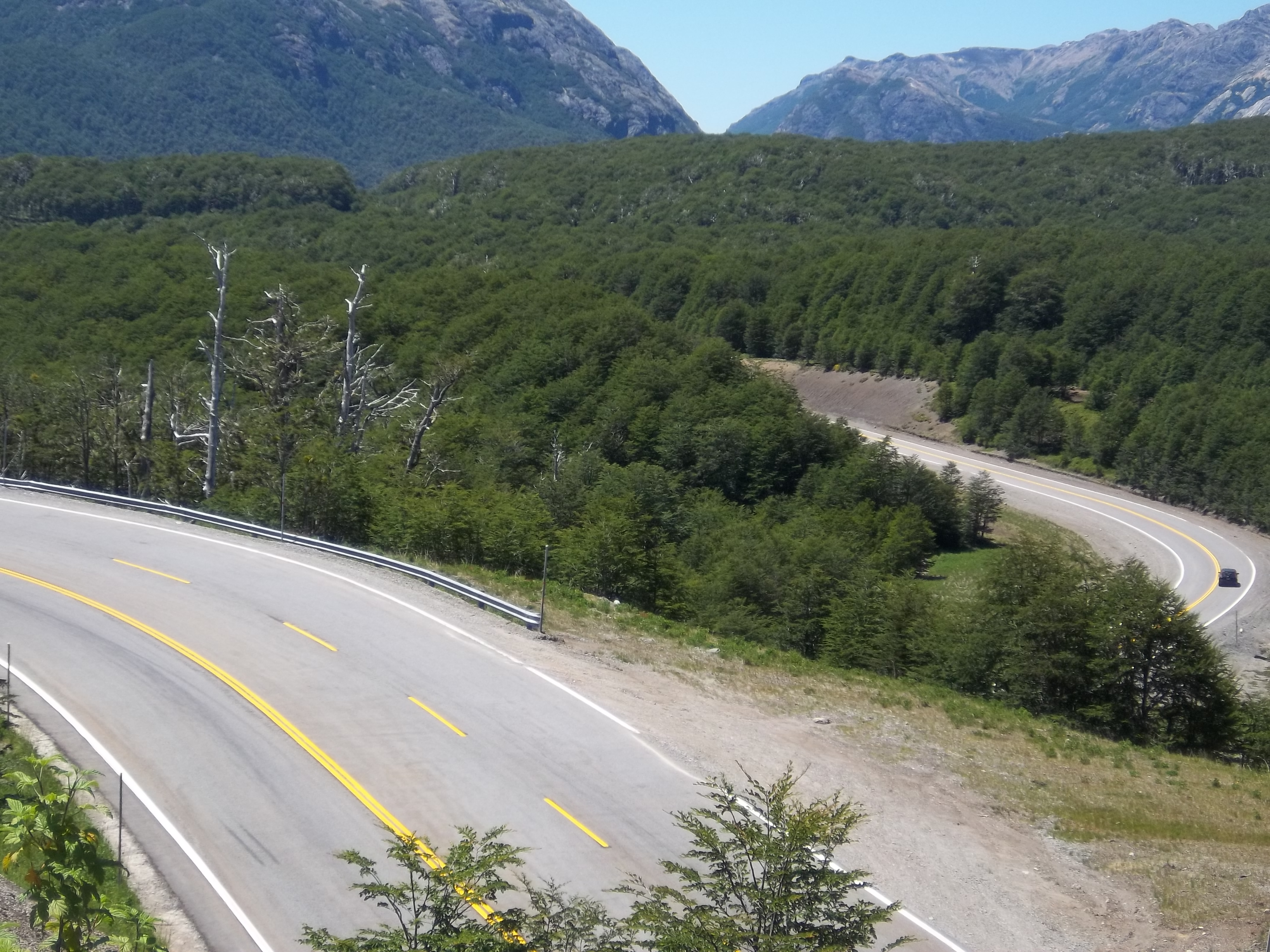
Autre vue de la route nationale 231.

La Ruta Nacional 231 est une route argentine totalement asphaltée, longue de 105 km. Elle traverse le sud-est de la province de Neuquén. Elle unit la route nationale 40 aux environs de Dina Huapi, avec le col andin passage Cardinal Antonio Samorè, à 1 314 mètres d'altitude, à la frontière chilienne. Au Chili, la route continue en tant que route CH-215, qui mène à la ville d'Osorno.

## Géographie
La nationale 231 parcourt la rive septentrionale du lac Nahuel Huapi et est utilisée également comme corridor biocéanique sud-américain Atlantique-Pacifique. Elle est également fréquentée par les touristes qui visitent le parc national Nahuel Huapi. 
La route fait partie de l’Axe du Sud (Eje del Sur), défini par l'IIRSA comme axe d'intégration sud-américain passant par l'Argentine .
Au km 67 se trouve le pont sur le río Correntoso, rivière considérée comme l'une des plus courtes du monde, unissant le lac Correntoso et le lac Nahuel Huapi.
Au km 73 se situe la jonction avec la route nationale 234, plus connue comme route des Sept Lacs.

## Localités traversées

### Province de Neuquén
Parcours : 105 km (km 0 à 105 d'est en ouest)
- Département de Los Lagos: Villa La Angostura (km 64).